# Cryoturris elata
Cryoturris elata är en snäckart som först beskrevs av Dall 1899.  Cryoturris elata ingår i släktet Cryoturris och familjen kägelsnäckor. Inga underarter finns listade i Catalogue of Life.